# 恩斯特·安德松
恩斯特·安德松（瑞典語：Ernst Andersson，1909年3月26日—1989年10月9日），瑞典男子足球运动员，司职中场，所属俱乐部为哥德堡体育俱乐部。他曾代表瑞典国家队参加1934年国际足联世界杯，结果队伍获得第八名。